# Giuseppe De Falco
Giuseppe De Falco (Montoro Superiore, 1º luglio 1908 – 25 settembre 1955) è stato un politico italiano.
È stato deputato all'Assemblea Costituente, e deputato alla Camera nella II legislatura. Morto durante lo svolgimento della carica, venne sostituito da Olindo Preziosi.